# Nektar (botanika)

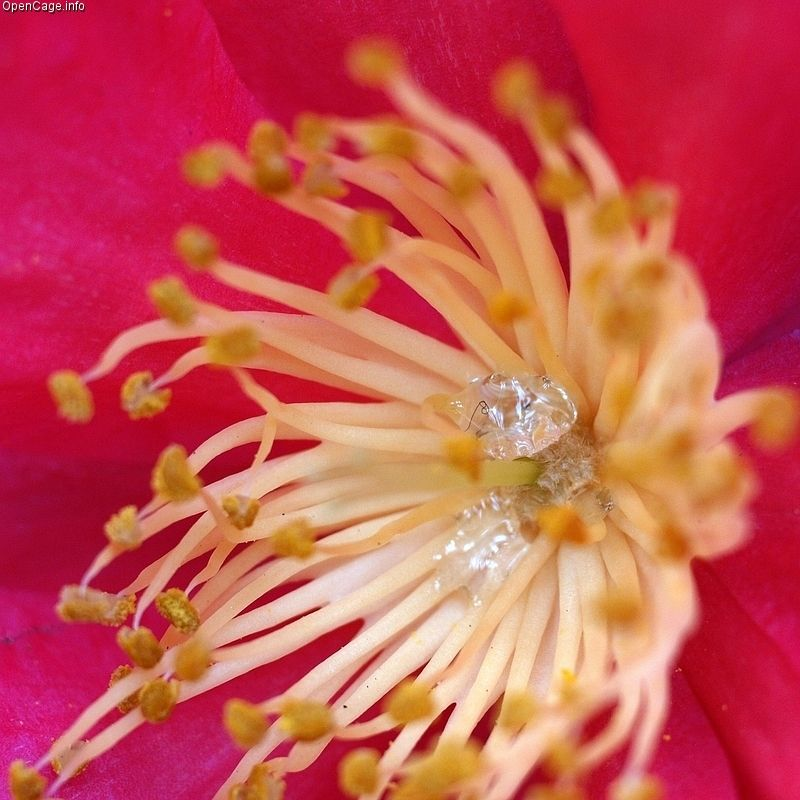
Nektar kamelii

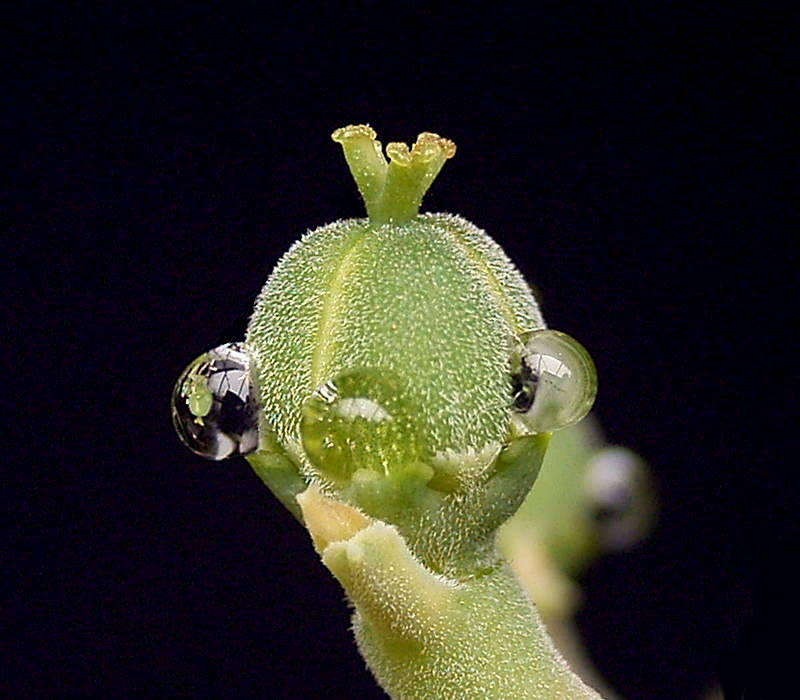
Nektar na kwiecie wilczomlecza Euphorbia meloformis

Nektar – wydzielina miodników (nektarników) roślin. Jest to wodny roztwór cukrów, głównie fruktozy i glukozy. Nektar wabi zwierzęta zapylające kwiaty (głównie owady), przez co odgrywa kluczową rolę w procesie rozmnażania roślin. Jego skład i intensywność wydzielania są zmienne u poszczególnych gatunków, o różnej porze dnia i w zależności od warunków pogodowych. Z nektaru pszczoły właściwe i nieliczne inne błonkoskrzydłe wytwarzają miód, który powstaje w wyniku zagęszczenia nektaru (odparowania znacznej części wody), rozłożenia sacharozy na cukry proste i zakonserwowania powstałej substancji niewielką ilością kwasu mrówkowego.

## Skład chemiczny i właściwości fizyczne
Skład i własności nektaru są bardzo zmienne. Stałym składnikiem są węglowodany – glukoza, fruktoza i sacharoza. Ten ostatni dominuje w nektarze kasztanowców i robinii, podczas gdy na przykład w nektarze gryki występują wyłącznie cukry proste. Zawartość cukrów waha się u różnych gatunków od ok. 5–8% u szachownicy cesarskiej, do ok. 70% u kasztanowca i 76% u lebiodki pospolitej. Od zawartości cukrów zależna jest gęstość nektaru. Nektar zawiera poza tym niewielkie ilości soli mineralnych (zwłaszcza potasu), olejki eteryczne, kwasy, zasady, barwniki oraz aminokwasy. W większości przypadków brak jest w nektarze substancji zapachowych (do wyjątków należy np. roślina Nicotiana attenuata, która zawiera benzyloaceton – silną substancję zapachową).
W skład nektaru wchodzić mogą w przypadku niektórych gatunków roślin składniki trujące dla pszczół lub ludzi. Nektar bielunia indiańskiego i stworzony z niego miód zawierają skopolaminę. Trujący jest także nektar różanecznika żółtego i tojadów. Część składników zawarta w nektarze, zarówno szkodliwych, jak i leczniczych, zanika w procesie dojrzewania miodu.

## Powstawanie
Nektar wytwarzany jest przez rośliny w gruczołach zwanych miodnikami lub nektarnikami. Płyn wycieka na zewnątrz miodników albo w wyniku dyfuzji przez ścianę komórkową. Gdy miodniki są okryte skórką, nektar wycieka przez szparki, kanaliki lub pęknięcia skórki.
Różna jest wydajność tworzenia nektaru przez różne rośliny. Jeden kwiat trojeści amerykańskiej wytwarza go dziennie w ilości 5,3 mg, lipy szerokolistnej – 2,3 mg. Młode kwiaty zwykle nie mają nektaru, wytwarzany jest w większej ilości w miarę trwania kwitnienia. Wydajność procesu tworzenia tej wydzieliny przez rośliny zależna jest od pory dnia (zwykle największa jest w godzinach popołudniowych) i temperatury (większość roślin do wytworzenia nektaru wymaga temperatur powyżej 10–12 °C). Podczas suszy zwykle spada wydajność wytwarzania nektaru.

## Znaczenie
Nektar odgrywa kluczową rolę w tworzeniu symbiozy między różnymi grupami zwierząt dokonującymi zapylenia a roślinami kwiatowymi. Owady, ale także ptaki, nietoperze i niektóre torbacze, korzystają z niego jako pożywienia, w wielu wypadkach specjalizując się w jego spijaniu. W zamian przy okazji odwiedzin kwiatów dokonują przenosin między nimi pyłku, dzięki czemu mimowolnie je zapylają.
Owadami wyspecjalizowanymi w zbiorze nektaru są m.in. pszczoły. Gromadzą one i przechowują nektar poddając go obróbce za pomocą swojej śliny, tworząc miód w wyniku procesu dojrzewania takiej mieszaniny. Stanowi on wysokoenergetyczne pożywienie, podbierane pszczołom także przez inne zwierzęta. Miód jest pożywieniem cenionym także przez ludzi. W celu zwiększenia jego dostępności prowadzona jest działalność pszczelarska. W jej ramach m.in. rozpowszechniane są rośliny miododajne. Znajdujące się wśród nich rośliny nektarodajne wyróżniają się dużą wydajnością wytwarzania nektaru oraz dużą zawartością w nich cukrów.